# Tillandsia straminea
Tillandsia straminea är en gräsväxtart som beskrevs av Carl Sigismund Kunth. Tillandsia straminea ingår i släktet Tillandsia och familjen Bromeliaceae. Inga underarter finns listade i Catalogue of Life.

## Bildgalleri

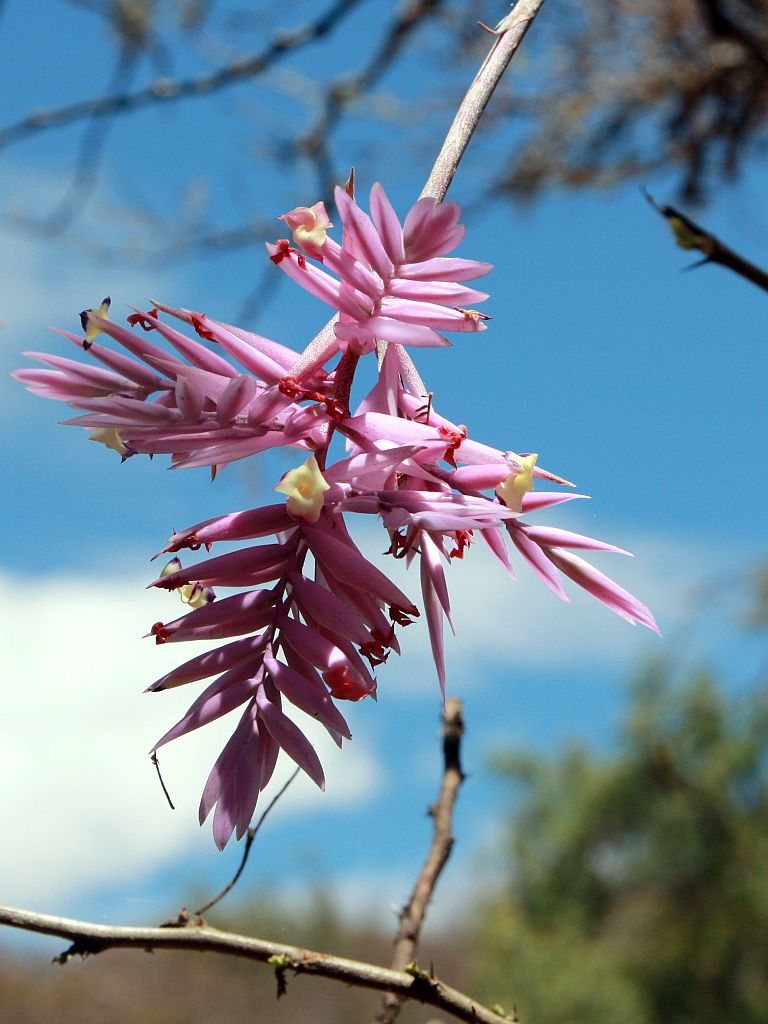